# 16a edició dels Premis Sant Jordi de Cinematografia
La 16a edició dels Premis Sant Jordi de Cinematografia (aleshores oficialment Premios San Jorge) va tenir lloc el 2 de maig de 1972, patrocinada pel "Cine Forum" de RNE a Barcelona dirigit per Esteve Bassols Montserrat i Jordi Torras i Comamala. L'entrega va tenir lloc al Cinema Urgell. A la fi de l'acte es va projectar en primícia la preestrena de la pel·lícula French Connection protagonitzada per l'actor espanyol Fernando Rey, que hi va estar present.

## Premis Sant Jordi
| Categoria                         | Premiat                   | Labor premiada                               |
| --------------------------------- | ------------------------- | -------------------------------------------- |
| Millor pel·lícula espanyola       | El jardín de las delicias | Pel·lícula                                   |
| Millor pel·lícula estrenada       | El missatger              | Joseph Losey                                 |
| Millor interpretació espanyola    | José Luis López Vázquez   | El bosque del lobo El jardín de las delicias |
| Millor interpretació              | Chaim Topol               | El violinista a la teulada                   |
| Millor pel·lícula infantil        | Els Aristogats            | Wolfgang Reitherman                          |
| Millor curtmetratge               | Édith Piaf                |                                              |
| Millor sala de Barcelona          | Cine Coliseum             | -                                            |
| Millor Cine Club de Catalunya     | Cine Club Ingenieros      | -                                            |
| Millor sala especial de Barcelona | Cine Arcadia              | -                                            |
| Premi Especial del Jurat          | Joan Munsó i Cabús        | Cine de arte y ensayo en España              |